# メリー・ポピンズ
『メリー・ポピンズ』（原題: Mary Poppins）は、1964年のアメリカの実写アニメーション・ミュージカル・ファンタジー映画。P・L・トラヴァースの著書「メアリー・ポピンズ」シリーズを基に、ロバート・スチーブンソンが監督、ビル・ウォルシュとドン・ダグラディが脚本、ウォルト・ディズニーが製作を担当した。
1964年8月27日に米国で公開され、高い評価と商業的成功を収めた。この作品は1964年の最高興行収入を記録し、公開当時、ディズニー映画史上最高の興行収入を記録した。アカデミー賞では、作品賞を含む13部門にノミネートされ、アンドリュースの主演女優賞、編集賞、作曲賞、視覚効果賞、「チム・チム・チェリー」の歌曲賞の5部門を受賞した。2013年には、アメリカ議会図書館によって「文化的、歴史的、美学的に重要な作品」として、アメリカ国立フィルム登録簿に保存された。 また、ウォルト・ディズニーの実写作品としての最高傑作とされており、彼が存命中に作品賞にノミネートされた唯一の作品でもある。
2018年に54年ぶりの続編となる『メリー・ポピンズ リターンズ』が公開された。

## ストーリー
1910年。ロンドンの桜通り17番地に住むジョージ・バンクス氏は厳格で気難しい銀行家。妻のウィニフレッドも女性参政権運動に夢中で、子供は全てナニー（乳母、教育係）任せだった。2人の子供である、姉のジェーンと弟のマイケルは悪戯好きで、ナニーがすぐに辞めてしまっていた。
新しいナニーを募集しようと広告の文章を考えているバンクス氏に、子供たちは「優しくて、美しく、親切でおもしろいナニー希望」の広告を書いて見せるが、父は子供たちの意見を汲むどころか、その紙を暖炉に放りこんでしまった。
しかし、ジェーンとマイケルの広告は煙突から空高く飛んで、雲の上のメリー・ポピンズのもとに届いた。翌朝、バンクス氏の出した広告を見て集まった応募者達がバンクス家の玄関の前に並んでいると突然風が強くなり、応募者はみな吹き飛ばされてしまう。呆気にとられる子供達をよそに、傘を差したメリー・ポピンズが空から舞い降りてくる。
メリーは自己紹介もほどほどに子供部屋へ行き、絨毯で出来た不思議な鞄からは大きなものでも何でも出す。驚いている子供たちにおかたづけゲームをしようと、指をぱちんと鳴らすと散らかった部屋が魔法のように片づき、躾こそ厳しいものの愉快で魅力的なメリーと子供たちはすぐに仲良くなった。散歩のときには大道芸人バートの描く絵の中に入って遊び、メリーゴーランドの馬に乗ってキツネを狩りから守ったり、競馬に飛び入り参加したり、笑いが止まらないせいで宙に浮かんだ叔父さんと一緒に浮かんでしまったりなど、子供達はメリーと一緒に不思議で楽しい体験をしていく。
メリーがやって来てから、子供たちの悪戯が収まっただけでなく、いつも不機嫌だったハウスキーパーやコックが歌まで歌いだすほどに家中が明るくなったことに、バンクス夫人は「家の中が明るく楽しくなったのはいいことだ」と肯定的に考えていたが、一方のバンクス氏は訝しく、不愉快でたまらず、「明るく楽しいのと、無責任に浮かれ騒ぐのとは違う」「明るく楽しいのは結構だが、節度は忘れるな」とメリーを譴責（けんせき）しようとするも逆に丸め込まれてしまい、それならばと子供たちに自分の働く姿を見せ、改めて厳格にしつけようと考えた。
寺院で貧しい老婆が売る鳩の餌に小遣いの2ペンスを使おうとする子供達を、バンクス氏は「そんな下らぬ無駄遣いをしてはならん」と叱り、自分の勤める銀行へ連れて行く。銀行の老頭取はマイケルの2ペンスを取り上げて無理に預金をさせようとしたので、子供達は思わず「私のお金を返して!」と大声を出した。それを聞いた預金者たちは銀行が破綻したのではと勘違いし、あわてて払い戻しに殺到。たちまち、噂が広がって、銀行外からも次々と預金者達が駆け込み、取り付け騒ぎで銀行は大混乱に陥った。
逃げ出した子供達は道に迷ったが、幸運にも煙突掃除夫姿のバートに出会った。バートに銀行での騒動を説明した子供達は、自分達が大変なことをやってしまったと反省しながらも「お父さんはいつも怖い顔をしてばかり。きっと自分達のことが嫌いなんだ」と父親への不満を顕（あらわ）にするが、そんな子供達にバートは「お父さんは酷い人ではなく、銀行という檻の中で誰も頼る人がいない、ひとりぼっちで可哀想な人なんだよ」と教える。バートがバンクス氏宅まで子供達を送り届けると、バンクス夫人はバートに自宅の煙突掃除と子守を無理矢理に頼みこんで出かけてしまう。子供達はメリー、バートと一緒に煙突を通って屋上に吸い上げられ、地上では見られない夕暮れの美しいロンドンを体験する。すると、あちこちからバートの友達の煙突掃除夫達が現れて、一行は屋上からバンクス宅の中まで、上を下へと煤だらけになりながら盛大に歌い踊りつづけた。そこへ帰宅したバンクス氏はハチャメチャな状況を前に呆れ怒るが、その時、銀行の老頭取から呼び出しの電話がかかってくる。電話口の言葉からクビを宣告されると悟り、すべてはメリーのせいだと意気消沈するバンクス氏を穏やかに窘（たしな）めながら、バートは歌で「子供に愛情を注げるのは今のうちだけ」であることを教え諭した。その後、子供達は「私たちのせいでごめんなさい」とバンクス氏に謝り、せめてもと小遣いの2ペンスを渡す。バンクス氏は子供達に「ありがとう」とお礼を述べながら、自分のこれまでの振る舞いや子供達への接し方が独り善がりだったことに気づく。
出頭した銀行で、やはりバンクス氏は取り付け騒ぎを引き起こした責任を押し付けられて、クビを宣告されると、憂さ晴らしといわんばかりに老頭取（の指示を受けた息子重役）から嫌がらせを受けてしまう。しかしそのおかげで吹っ切れたバンクス氏はメリーの魔法の言葉「スーパーカリフラジリスティックエクスピアリドーシャス」（長大語）を思い出して笑い出し、老頭取に本音をぶつけながらジョークを教える。突然の豹変に呆気にとられる老頭取や役員達を尻目に、バンクス氏はクビになったことなど気にも留めず「ウサギの盛り」のようなハイテンションで、楽しそうに銀行から去って行き、そのまま行方不明になってしまう。
本当に大切なものは仕事ではなく、家族・子供達だったことを理解したバンクス氏は朗らかに翌朝家に戻り、一家は揃って凧揚げに出かける。公園では老頭取の息子重役達も凧揚げをしていた。彼らによれば、老頭取はバンクス氏が教えたジョークのおかげで心から大笑いしながら、実に幸せに亡くなったというのだ。重役たちはバンクス氏を銀行に復職させることを告げ、一同はみんなで歌いながら凧揚げを楽しむ。
あれだけ懐いていた子供たちが、「さよなら」も言わないと、メリーの(話す)かさは、告げるが、「完璧な人間は、感情には、おぼれない」とメリーは、こたえる。
凧を売るバートに「さよならメリー・ポピンズ、またすぐ帰ってきておくれ」と見送られながら、メリー・ポビンズは風に乗り、空に舞い上がって行く。

## 登場人物

### 主人公
メリー・ポピンズ
魔法が使え、美人で賢く優しいスーパーナニー（乳母のこと、ベビーシッターとは若干ニュアンスが異なる）。普段は雲の上で暮らしている。鞄の中にはたくさんの道具が詰まっており、明らかに入らない大きなサイズの物まで入っている。ジェーンとマイケルの書いたナニー募集の広告を見て、ジョージの厳格な条件を見て集まってきたナニー達を魔法で追い払ってバンクス家にやって来た。基本的に穏やかで理知的な物腰であるが、ジェーンとマイケルに見せた魔法についてはぐらかす言動が多く、ジェーンとマイケルが自分を実の親以上に慕うことには突き放した態度を取る。しかし、本心では子供たちを愛しており、子供たちの実の親には敵わないと距離を置かざるを得ず、やがては別れなければならないことを悲しんでいた。
バート
メリーの昔からの親友で、快活な性格で屈託のない好青年。よく間違えられるがメリーの恋人ではない。歌も上手ければダンスも上手く、何でもこなす大道芸人。煙突掃除屋をはじめ、ストリートミュージシャン、絵描き、凧売りなど日によっていつも違う仕事をしている。昔は気難しく笑わない子供で両親にもよく思われていなかったらしいが、メリーの呪文を聞いて何も怖いものがなくなり、今のような性格に変わったらしい。

### バンクス家の人々
ジョージ・バンクス
銀行に勤める厳格なお父さん。全てきっちりとしなければ気がすまず、メリーを快く思っていなかった。
ウィニフレッド・バンクス
ジョージの妻で、ジェーンとマイケルのお母さん。夫と違ってメリーには肯定的だが、女性の選挙権を主張する運動に夢中で、子供たちのことはいつもナニーに任せっきり。
ジェーン・カロライン・バンクス
バンクス家の長女でマイケルの姉。楽天的な性格で、部屋の片付けが苦手。
マイケル・バンクス
バンクス家の長男でジェーンの弟。少し頑固で気難しい性格。子役のマシュウ・ガーバーはジョージ役のデヴィッド・トムリンソンに似ていることから起用された。
エレン
バンクス家の家政婦。貧乏くじを引かされることが多く、不思議な現象を起こすメリーにも驚かされっぱなし。
ブリル
バンクス家のコック。エレンとは犬猿の仲で、いつも口げんかばかりしている。
ケイティ・ナナ
メリーの前任のナニー。元々ライオンの調教師だったはずが、なぜかウィニフレッドにナニーとして雇われていた。ジェーンとマイケルに手を焼き、物語の冒頭で辞めてしまう。

### その他
ブーム海軍大将
バンクス家の隣に住む元軍人で、ジョージの友人。引退後も海軍の規則正しい生活を続けているが、毎日朝と夕方の決まった時間になると時報代わりに大砲をぶっ放し、バンクス家は振動と騒音でいつも迷惑を蒙っている。バート達煙突掃除人が屋根の上で踊るのを見て、ホッテントット（日本版では海賊）が襲撃したと勘違いして花火弾を放ったこともある。原作では、子供達が出かけた夜中の動物園で、動物と関係が逆転して、檻の中に入っていたことがある。
ジョーンズ巡査
バンクス家が住むチェリー通りの治安を守る警官。凧を探して迷子になったジェーンとマイケルを保護したり、銀行に向かって帰ってこないジョージの居場所を探すなど、なにかとバンクス家を助ける。原作には登場しないキャラクター。
アルバートおじさん
大の笑い上戸で、笑い出すと止まらず体が浮いてしまう。降りるためには、悲しいことを考えなければいけない。原作ではアルバート・ウィッグという名前で「ウィッグさん」と呼ばれる。
ハトの餌を売る老女
セント・ポール大聖堂前の広場で2ペンスでハトの餌を売っている。メリーの水晶玉で見えただけではなく、子供たちがバンクス氏の銀行に行く途中で、出会う。映画では、バンクス氏と子供二人で出会っているが、原作ではメリーと子供二人で出会っている。
ミスター・ドース・ジュニア
ジョージが勤める銀行の重役で、ドース・シニアの息子。常に父親の言いなりに動くことしかできず、一度も父親の笑った顔を見たことがなかった。原作には登場しないキャラクター。
ミスター・ドース・シニア
本作のディズニー・ヴィランズ。バート役のディック・ヴァン・ダイクが一人二役で演じている。かなりの高齢で、常に杖をつき歩行すら不自由そうにしている。銀行を一代で築き上げた頭取で名誉社長であるが、その本性は顧客に預金させる為なら手段を選ばず、子供の僅かばかりのお小遣いさえも預金させようとしたり、少しでも銀行に損失を与えた行員は陰湿な嫌がらせをしながら解雇を宣告するほどに、守銭奴かつ儲け第一な性格。息子や大勢の銀行員を従えジェーンとマイケルに預金や投資の重要性について頭ごなしに説得した挙句、強引に2ペンスを奪い取るもそれが原因で銀行始まって以来初の取り付け騒ぎに発展してしまう。騒ぎの原因であるジェーンとマイケルを銀行に連れてきたジョージに全責任を押し付けて解雇しようとするも、改心したジョージに真っ向から「インチキはお前だ」と反抗され、その後吹き込まれたジョークにより笑いながら宙に浮かびそのまま息を引き取る。原作には登場しないキャラクター。

## キャスト
| 役名                           | 俳優                                                    | 日本語吹き替え                | 日本語吹き替え                                   |
| 役名                           | 俳優                                                    | ソフト版                      | フジテレビ版                                     |
| ------------------------------ | ------------------------------------------------------- | ----------------------------- | ------------------------------------------------ |
| メリー・ポピンズ               | ジュリー・アンドリュース                                | 台詞：麻生かほ里 歌：伊東恵里 | 島村佳江                                         |
| バート                         | ディック・ヴァン・ダイク                                | 山寺宏一                      | 佐々木功                                         |
| ミスター・ドース・シニア       | ディック・ヴァン・ダイク                                | 山寺宏一                      |                                                  |
| ジョージ・バンクス             | デヴィッド・トムリンソン                                | 永井一郎                      | 瑳川哲朗                                         |
| ウィニフレッド・バンクス       | グリニス・ジョンズ                                      | 天地総子                      | 増山江威子                                       |
| ジェーン・カロライン・バンクス | カレン・ドートリス                                      | 前田利恵                      | 佐久間レイ                                       |
| マイケル・バンクス             | マシュウ・ガーバー                                      | 辻治樹                        | 羽村京子                                         |
| アルバート                     | エド・ウィン                                            | 滝口順平                      | 滝口順平                                         |
| エレン                         | ハーミオン・バドレー                                    | 小宮和枝                      | 京田尚子                                         |
| ブリル                         | リタ・ショウ                                            | 沼波輝枝                      |                                                  |
| ハトの餌を売る老女             | ジェーン・ダーウェル                                    | 沼波輝枝                      |                                                  |
| ブーム海軍大将                 | レジナルド・オーウェン                                  | 峰恵研                        |                                                  |
| ミスター・ビンナクルー         | ドン・バークレー                                        | 沢りつお                      |                                                  |
| ジョーンズ巡査                 | アーサー・トリーチャー                                  | 納谷悟朗                      | 上田敏也                                         |
| ケイティ・ナナ                 | エルザ・ランチェスター                                  | 牧野和子                      |                                                  |
| ミスター・ドース・ジュニア     | アーサー・マレット                                      | 八代駿                        |                                                  |
| ペンギン・ウェイター           | ダラス・マッケノン ドーズ・バトラー J・パット・オマリー | 八代駿 落合弘治 石井隆夫      |                                                  |
| 狐                             | ダラス・マッケノン                                      | 山崎哲也                      |                                                  |
| 傘のオウム                     | デヴィッド・トムリンソン                                | 落合弘治                      |                                                  |
| その他                         |                                                         | 山下啓介 林一夫 石黒久也      | さとうあい 片岡富枝 西川幾雄 石森達幸 大久保正信 |

- フジテレビ版：初回放送1986年11月1日『ゴールデン洋画劇場』

## 備考
- 絵柄はケン・アンダーソンが関わりのあるディズニーアニメーションと同じである。

## スタッフ
| 製作                   | ウォルト・ディズニー ロイ・O・ディズニー                                                                                  |
| 原作 脚本監修          | パメラ・トラバース |
| 脚色                   | ドン・ダグラディ ビル・ウォルシュ                                                                                         |
| 音楽監督               | アーウィン・コスタル |
| 作詞、作曲             | シャーマン兄弟 |
| 実写撮影監督           | エドワード・コールマン |
| アニメ撮影監督         | ボブ・ブロートン |
| ペンギン担当作画監督   | フランク・トーマス |
| 作画監督               | ミルト・カール オリー・ジョンストン ジョン・ラウンズベリー ウォード・キンボール                                           |
| レイアウト             | ドン・グリフィス バジル・デヴィドヴィチ ヴァンス・ジェリー シルヴィア・コッブ デイル・バーンハート ホーマー・ジョナス     |
| 納屋の動物担当原画     | エリック・ラーソン |
| 原画                   | ハル・アンブロ クリフ・ノードバーグ ジャック・ボイド アート・スティーヴンズ フレッド・ヘルミック ジュリアス・スヴェンセン |
| 美術総監修             | ケン・アンダーソン |
| 実写美術監督           | ウィリアム・タントク キャロル・クラーク                                                                                   |
| アニメーション美術監督 | マクラーレン・スチュワート                                                                                                |
| 背景                   | アル・デンプスター アート・ライリー ビル・レイン                                                                          |
| 特殊効果               | ピーター・エレンショウ ユースタス・ライセット ロバート・A・マッティ                                                       |
| 色彩設計               | トニー・ウォルトン |
| 合成                   | アブ・アイワークス |
| 録音監督               | ロバート・O・クック |
| 録音                   | ディーン・トーマス |
| 音楽編集               | イヴリン・ケネディ |
| 編集                   | コットン・ウォーバートン                                                                                                  |
| 振付                   | マーク・ブロウ、ディ・ディ・ウッド                                                                                        |
| プロデューサー         | ビル・ウォルシュ |
| アニメーション監督     | ハミルトン・ラスク |
| 監督                   | ロバート・スティーヴンソン                                                                                                |
| 製作                   | ウォルト・ディズニー・プロダクション                                                                                      |
| 配給                   | ブエナ・ビスタ |

### 日本語版制作スタッフ
≪ソフト版≫
| 翻訳           | いずみつかさ                                |
| 演出           | 大森健次郎                                  |
| 訳詞・音楽演出 | 片桐和子                                    |
| 録音制作       | スタジオ・エコー                            |
| 制作監修       | 岡本企美子                                  |
| 日本語版制作   | DISNEY CHARACTER VOICES INTERNATIONAL, INC. |

≪フジテレビ版≫
| 翻訳             | トランスグローバル |
| 演出             | 山田悦司           |
| 音楽ディレクター | 近衛秀健           |
| 調整             | 杉原日出弥         |
| 録音             | 紀尾井町スタジオ   |
| 日本語版制作     | トランスグローバル |

## 受賞とノミネート
| 賞                           | 賞            | 賞                                          | 賞 | 賞         |
| 賞                           | 開催日        | 部門                                        | 候補者 | 結果       |
| ---------------------------- | ------------- | ------------------------------------------- | --- | ---------- |
| アカデミー賞                 | 1965年4月30日 | 作品賞                                      | ウォルト・ディズニー、 ビル・ウォルシュ | ノミネート |
| アカデミー賞                 | 1965年4月30日 | 監督賞                                      | ロバート・スティーヴンソン | ノミネート |
| アカデミー賞                 | 1965年4月30日 | 主演女優賞                                  | ジュリー・アンドリュース | 受賞       |
| アカデミー賞                 | 1965年4月30日 | 脚色賞                                      | ビル・ウォルシュ、 ドン・ダグラディ | ノミネート |
| アカデミー賞                 | 1965年4月30日 | 撮影賞 (カラー作品)                         | エドワード・コールマン | ノミネート |
| アカデミー賞                 | 1965年4月30日 | 編集賞                                      | コットン・ウォーバートン | 受賞       |
| アカデミー賞                 | 1965年4月30日 | 美術賞 (カラー作品)                         | キャロル・クラーク、 ウィリアム・H・トゥントク、 エミール・クーリ、 ハル・ガスマン                                                                                                   | ノミネート |
| アカデミー賞                 | 1965年4月30日 | 衣裳デザイン賞 (カラー作品)                 | トニー・ウォルトン | ノミネート |
| アカデミー賞                 | 1965年4月30日 | 編曲賞                                      | アーウィン・コスタル | ノミネート |
| アカデミー賞                 | 1965年4月30日 | 作曲賞                                      | シャーマン兄弟 (リチャード・M・シャーマン、ロバート・B・シャーマン) | 受賞       |
| アカデミー賞                 | 1965年4月30日 | 歌曲賞                                      | "チム・チム・チェリー" シャーマン兄弟 (リチャード・M・シャーマン、ロバート・B・シャーマン)                                                                                           | 受賞       |
| アカデミー賞                 | 1965年4月30日 | 録音賞                                      | ロバート・O・クック | ノミネート |
| アカデミー賞                 | 1965年4月30日 | 特殊視覚効果賞                              | ピーター・エレンショウ、 ユースタス・ライセット、 ハミルトン・ラスク | 受賞       |
| ゴールデングローブ賞         | 1965年2月8日  | 作品賞 (ミュージカル・コメディ部門)         | ロバート・スティーヴンソン、 ウォルト・ディズニー、 ビル・ウォルシュ | ノミネート |
| ゴールデングローブ賞         | 1965年2月8日  | 主演男優賞 (ミュージカル・コメディ部門)     | ディック・ヴァン・ダイク | ノミネート |
| ゴールデングローブ賞         | 1965年2月8日  | 主演女優賞 (ミュージカル・コメディ部門)     | ジュリー・アンドリュース | 受賞       |
| ゴールデングローブ賞         | 1965年2月8日  | 作曲賞                                      | シャーマン兄弟 (リチャード・M・シャーマン、ロバート・B・シャーマン) | ノミネート |
| グラミー賞                   | 1965年4月13日 | 最優秀子供のためのアルバム賞                | シャーマン兄弟 (リチャード・M・シャーマン、ロバート・B・シャーマン)、 ジュリー・アンドリュース、 ディック・ヴァン・ダイク、 グリニス・ジョンズ デヴィッド・トムリンソン エド・ウィン | 受賞       |
| グラミー賞                   | 1965年4月13日 | グラミー賞 映画・テレビサウンドトラック部門 | シャーマン兄弟 (リチャード・M・シャーマン、ロバート・B・シャーマン) | 受賞       |
| 全米監督協会賞               |               | 長編映画監督賞                              | ロバート・スティーヴンソン | ノミネート |
| ニューヨーク映画批評家協会賞 |               | 主演女優賞 (2位)                            | ジュリー・アンドリュース | ノミネート |
| 全米脚本家組合賞             |               | ミュージカル映画脚本賞                      | ドン・ダグラディ、 ビル・ウォルシュ | 受賞       |

## 収録曲

### サウンド・トラック
| 全作詞・作曲: リチャード・M・シャーマン、ロバート・B・シャーマン。 |                                                                                                |                                                      |                                                      |                                                                                            |      |
| #                                                                  | タイトル                                                                                       | 作詞                                                 | 作曲・編曲                                           | 出演者                                                                                     | 時間 |
| 1.                                                                 | 「メイン・タイトル（Overture）」(合奏)                                                         | リチャード・M・シャーマン 、 ロバート・B・シャーマン | リチャード・M・シャーマン 、 ロバート・B・シャーマン |                                                                                            | 3:01 |
| 2.                                                                 | 「古い鎖を断ち切って（Sister Suffragette）」                                                   | リチャード・M・シャーマン 、 ロバート・B・シャーマン | リチャード・M・シャーマン 、 ロバート・B・シャーマン | グリニス・ジョンズ                                                                         | 1:45 |
| 3.                                                                 | 「私の暮らし（The Life I Lead）」                                                              | リチャード・M・シャーマン 、 ロバート・B・シャーマン | リチャード・M・シャーマン 、 ロバート・B・シャーマン | デヴィッド・トムリンソン                                                                   | 2:01 |
| 4.                                                                 | 「理想の乳母さん（The Perfect Nanny）」                                                        | リチャード・M・シャーマン 、 ロバート・B・シャーマン | リチャード・M・シャーマン 、 ロバート・B・シャーマン | カレン・ドートリス, マシュウ・ガーバー                                                     | 1:39 |
| 5.                                                                 | 「お砂糖ひとさじで（A Spoonful of Sugar）」                                                    | リチャード・M・シャーマン 、 ロバート・B・シャーマン | リチャード・M・シャーマン 、 ロバート・B・シャーマン | ジュリー・アンドリュース                                                                   | 4:09 |
| 6.                                                                 | 「大道画家（Pavement Artist）」                                                                | リチャード・M・シャーマン 、 ロバート・B・シャーマン | リチャード・M・シャーマン 、 ロバート・B・シャーマン | ディック・ヴァン・ダイク                                                                   | 2:00 |
| 7.                                                                 | 「楽しい休日（Jolly Holiday）」                                                                | リチャード・M・シャーマン 、 ロバート・B・シャーマン | リチャード・M・シャーマン 、 ロバート・B・シャーマン | ジュリー・アンドリュース、ディック・ヴァン・ダイク                                         | 5:24 |
| 8.                                                                 | 「スーパーカリフラジリスティックエクスピアリドーシャス（Supercalifragilisticexpialidocious）」 | リチャード・M・シャーマン 、 ロバート・B・シャーマン | リチャード・M・シャーマン 、 ロバート・B・シャーマン | ジュリー・アンドリュース、ディック・ヴァン・ダイク                                         | 2:03 |
| 9.                                                                 | 「眠らないで（Stay Awake）」                                                                   | リチャード・M・シャーマン 、 ロバート・B・シャーマン | リチャード・M・シャーマン 、 ロバート・B・シャーマン | ジュリー・アンドリュース                                                                   | 1:45 |
| 10.                                                                | 「笑うことが好き（I Love to Laugh）」                                                          | リチャード・M・シャーマン 、 ロバート・B・シャーマン | リチャード・M・シャーマン 、 ロバート・B・シャーマン | ディック・ヴァン・ダイク、エド・ウィン、ジュリー・アンドリュース                           | 2:43 |
| 11.                                                                | 「英国の銀行（A British Bank (The Life I Lead)）」                                             | リチャード・M・シャーマン 、 ロバート・B・シャーマン | リチャード・M・シャーマン 、 ロバート・B・シャーマン | デヴィッド・トムリンソン、ジュリー・アンドリュース                                         | 2:08 |
| 12.                                                                | 「2ペンスを鳩に（Feed the Birds (Tuppence a Bag)）」                                           | リチャード・M・シャーマン 、 ロバート・B・シャーマン | リチャード・M・シャーマン 、 ロバート・B・シャーマン | ジュリー・アンドリュース                                                                   | 3:51 |
| 13.                                                                | 「信用第一の銀行（Fidelity Fiduciary Bank）」                                                  | リチャード・M・シャーマン 、 ロバート・B・シャーマン | リチャード・M・シャーマン 、 ロバート・B・シャーマン | ディック・ヴァン・ダイク、銀行員、デヴィッド・トムリンソン                                 | 3:33 |
| 14.                                                                | 「チム・チム・チェリー（Chim Chim Cher-ee）」                                                  | リチャード・M・シャーマン 、 ロバート・B・シャーマン | リチャード・M・シャーマン 、 ロバート・B・シャーマン | ディック・ヴァン・ダイク、ジュリー・アンドリュース、カレン・ドートリス、マシュウ・ガーバー | 2:46 |
| 15.                                                                | 「踊ろう、調子よく（Step in Time）」                                                           | リチャード・M・シャーマン 、 ロバート・B・シャーマン | リチャード・M・シャーマン 、 ロバート・B・シャーマン | ディック・ヴァン・ダイク、キャスト                                                         | 8:42 |
| 16.                                                                | 「男には夢が（A Man Has Dreams）」                                                             | リチャード・M・シャーマン 、 ロバート・B・シャーマン | リチャード・M・シャーマン 、 ロバート・B・シャーマン | デヴィッド・トムリンソン、ディック・ヴァン・ダイク                                         | 4:28 |
| 17.                                                                | 「凧をあげよう（Let's Go Fly a Kite）」                                                        | リチャード・M・シャーマン 、 ロバート・B・シャーマン | リチャード・M・シャーマン 、 ロバート・B・シャーマン | デヴィッド・トムリンソン、 ディック・ヴァン・ダイク、ロンドンの人々                        | 1:53 |
| 合計時間:                                                          | 合計時間:                                                                                      | 合計時間:                                            | 45:57                                                |                                                                                            |      |

## 書籍
- ウォルト・ディズニー著『メリー・ポピンズ』講談社のディズニー童話 1965年
- 佐山透文・わたなべまさこ絵『メリー＝ホピンズ』講談社少年少女ディズニー文庫 1974年
- 新井潤美『不機嫌なメアリー・ポピンズ―イギリス小説と映画から読む「階級」』平凡社新書2005年
  - 原作と映画を比較した章が含まれる。
- 野口祐子／編著『メアリー・ポピンズのイギリス』世界思想社2008年

## 原作と映画の違い
- 時代背景
  - 原作では時代はいつか、はっきりと描かれていないが、映画では1910年（エドワード朝時代）と指定されている。
- メリー・ポピンズのキャラクター
  - 原作では、いつもツンとして不機嫌そうであり、子供達に命令ばかりしている（それでも子供たちはメリー・ポピンズを熱愛する）。この性格は典型的なナニーの属性である[6]。
  - 原作では、自分が美人であることを非常に誇りに思っていて、鏡に見とれたり、その旨の発言をすることが、非常にしばしばである。
  - 原作では、「自分は礼儀作法が完璧である」と言っており、空中を飛んだり、逆さまになったりしても、スカートの裾は足にぴったりはりついている。
  - 原作では、不思議なできごとが起きても、「知りません。自分とは関係ない」「そんなことが起きる筈がありません。夢か勘ちがいでは」とはぐらかして、自分が魔力がある存在だと認めない。また「子供部屋の自動かたづけ」のような「見るからに魔法」とわかるような魔法は使わない（原作では、メリー・ポピンズの親戚や友人が、超自然的な出来事を起こすことが多い）。
  - 原作では、「階段の手すりの上を、一人ですべって登る」場面はあるが、映画にある「子供達と一緒に、階段の手すりの上をすべりおりる」場面はない。
  - 原作では「雲の上に住んでいる」とはっきり明示されてはいない。
  - 映画で使用される魔法の言葉スーパーカリフラジリスティックエクスピアリドーシャスは原作には登場しない。
  - 原作では、コブラがイトコだったり、自分の帽子の花を勝手につつく鳩に向かって「焼き鳥にしてやる」と罵るなど、魔女的な要素がある。
  - 原作では、動物とはもちろんのこと、太陽や風とも会話が可能である。また、メリー・ポピンズの親戚は非常に長命と思われる発言をする人物が多い。
- バンクス氏のキャラクター
  - 原作ではメリー・ポピンズを嫌っておらず、彼女がナニーにきてくれたことを大歓迎している（召使たちを含めて、バンクス家の全員がメリー・ポピンズがきたことを喜んでいる）
  - 「全てきっちりとしなければ気がすまない」という性格は、映画独自の設定で、原作にはない。
  - 原作では、子供の頃に「厳しい女性家庭教師」に厳格な教育をうけ、今でもその女性のことを恐れている。
  - 原作では、映画にあるような、自分の仕事（銀行業）への不満は描写されていない。
  - 原作では、映画にある、バンクス氏の職場（銀行）を子供達に見せる場面はない。原作ではバンクス氏の職場そばでランチをとるために、メリー・ポピンズが子供二人をシティに連れていく場面がある。
  - 原作では、映画にあるような、銀行の顧客のパニックは起きていない。
  - 原作では、子供たちと一緒に凧をあげる場面はない。凧あげを手伝うのは公園の管理人である。
  - 原作では、「片足が義足のスミス」のジョークは登場しない。
- バンクス夫人のキャラクター
  - 原作では夫人に「ウィニフレッド」という名前はない。また、「女性選挙権運動をしている」というのは映画の独自設定。
- バンクス家の子供たち
  - 原作では4人（2巻からは5人）の子供がいるが、映画では上の2人しか登場しない。
  - 原作での下の双子の子供は、赤ん坊の頃は、動物や風などの言葉がわかる。「大きくなるとわからなくなる。大きくてもわかるのはメリー・ポピンズだけ」という設定。
- バートのキャラクター
  - 原作ではバートの職業は、「マッチ売り＆街頭絵描き」の一種類のみ。
- バートの描いた絵の中に入るシーン
  - 原作では、メリー・ポピンズの休日に起きたできごとであり、メリーとバートの2人で絵の中に入る。お茶を飲み、メリーゴーランドに乗るだけの、短時間で終わっている。また、原作でのバートの登場はこの場面のみであり、バートは子供たちと出会ってはいない。また、メリーゴーランドの木馬が、出ていって、競馬に出場するシーンは、原作にない。

## ミュージカル
プロデューサーのキャメロン・マッキントッシュによって制作され、2004年にウエストエンドで初演、2006年にはブロードウェイで初演している。その後も世界各国で上演を続けている。

## レーティング
2024年2月末、全英映像等級審査機構は公開60周年を機に見直しを行い。南アフリカの先住民であるコイコイ人への蔑称「Hottentot（ホッテントット）」で攻撃的な使用が2回確認されたことから、誰でも見られる全年齢対象から、保護者同伴での視聴を推奨するPG等級に変更した。